# Echinocyamus grandiporus
Echinocyamus grandiporus är en sjöborreart. Echinocyamus grandiporus ingår i släktet Echinocyamus och familjen dvärgsjöborrar.